# Zuclopenthixol
Le zuclopenthixol (Clopixol) est un antipsychotique de première génération de la famille des thioxanthènes. Il est utilisé dans le traitement des psychoses chroniques ou comme sédatif dans le cadre des maladies psychiatriques. Il possède un effet anti-hallucinatoire et un effet sédatif.